# MLB Draft 2018
Der MLB Draft 2018, der Entry Draft der Major League Baseball, fand vom 4. bis 6. Juni 2018 statt. Die Detroit Tigers und die San Francisco Giants waren mit identischem Ergebnis die schlechtesten Teams der Vorsaison, so dass die erste Wahl (Pick) an das schlechtere Team der Saison 2016, die Tigers, ging. Diese entschieden sich mit ihrer Wahl für den Pitcher Casey Mize.

## Erstrunden Picks
In der ersten von 40 Draftrunden entschieden sich die 30 Teams am häufigsten für Pitcher (11). Gleich jeweils zwei Talente kamen von der University of Florida bzw. der Oregon State. Als erster der 2018 gedrafteten Spieler kam der von den Chicago Cubs gewählte Shortstop Nico Hoerner in der MLB zum Einsatz.
| Pick | Spieler            | Team                  | Position      | Schule                                      |
| ---- | ------------------ | --------------------- | ------------- | ------------------------------------------- |
| 1    | Casey Mize         | Detroit Tigers        | Pitcher       | Auburn                                      |
| 2    | Joey Bart          | San Francisco Giants  | Catcher       | Georgia Tech                                |
| 3    | Alec Bohm          | Philadelphia Phillies | Third Baseman | Wichita State                               |
| 4    | Nick Madrigal      | Chicago White Sox     | Shortstop     | Oregon State                                |
| 5    | Jonathan India     | Cincinnati Reds       | Third Baseman | Florida                                     |
| 6    | Jarred Kelenic     | New York Mets         | Outfielder    | Waukesha West High School (Waukesha)        |
| 7    | Ryan Weathers      | San Diego Padres      | Pitcher       | Loretto High School (Tennessee)             |
| 8    | Carter Stewart     | Atlanta Braves        | Pitcher       | Eau Gallie High School (Melbourne)          |
| 9    | Kyler Murray       | Oakland Athletics     | Outfielder    | University of Oklahoma                      |
| 10   | Travis Swaggerty   | Pittsburgh Pirates    | Outfielder    | University of South Alabama                 |
| 11   | Grayson Rodriguez  | Baltimore Orioles     | Pitcher       | Central Heights High School (Nacogdoches)   |
| 12   | Jordan Groshans    | Toronto Blue Jays     | Shortstop     | Magnolia High School (Magnolia)             |
| 13   | Connor Scott       | Miami Marlins         | Outfielder    | Plant High School (Tampa)                   |
| 14   | Logan Gilbert      | Seattle Mariners      | Pitcher       | Stetson University                          |
| 15   | Cole Winn          | Texas Rangers         | Pitcher       | Orange Lutheran High School (Orange)        |
| 16   | Matthew Liberatore | Tampa Bay Rays        | Pitcher       | Mountain Ridge High School (Glendale)       |
| 17   | Jordyn Adams       | Los Angeles Angels    | Outfielder    | Green Hope High School (Cary)               |
| 18   | Brady Singer       | Kansas City Royals    | Pitcher       | Florida                                     |
| 19   | Nolan Gorman       | St. Louis Cardinals   | Third Baseman | Sandra Day O’Connor High School (Phoenix)   |
| 20   | Trevor Larnach     | Minnesota Twins       | Outfielder    | Oregon State                                |
| 21   | Brice Turang       | Milwaukee Brewers     | Shortstop     | Santiago High School (Corona)               |
| 22   | Ryan Rolison       | Colorado Rockies      | Pitcher       | Ole Miss                                    |
| 23   | Anthony Seigler    | New York Yankees      | Catcher       | Cartersville High School (Cartersville)     |
| 24   | Nico Hoerner       | Chicago Cubs          | Shortstop     | Stanford                                    |
| 25   | Matt McLain        | Arizona Diamondbacks  | Shortstop     | Beckman High School (Irvine)                |
| 26   | Triston Casas      | Boston Red Sox        | Infielder     | American Heritage School (Plantation)       |
| 27   | Mason Denaburg     | Washington Nationals  | Pitcher       | Merritt Island High School (Merritt Island) |
| 28   | Seth Beer          | Houston Astros        | Outfielder    | Clemson                                     |
| 29   | Noah Naylor        | Cleveland Indians     | Catcher       | St. Joan of Arc (Mississauga)               |
| 30   | J. T. Ginn         | Los Angeles Dodgers   | Pitcher       | Brandon High School (Brandon)               |